# Mitch Hedberg
Mitchell Lee "Mitch" Hedberg (Saint Paul, Minnesota, Verenigde Staten, 24 februari 1968 - Livingston, New Jersey, Verenigde Staten, 29 maart 2005) was een Amerikaanse stand-upcomedian en vooral bekend vanwege zijn surrealistische grappen en onconventionele verteltrant. Zijn grappen zijn over het algemeen kort van lengte, veelal oneliners en doorspekt met absurde elementen en onnavolgbare wendingen.

## Biografie
Mitch Hedberg kwam op 24 februari 1968 in Saint Paul, Minnesota, Verenigde Staten ter wereld als zoon van Arnold en Mary Hedberg. Hij deed eindexamen op de Harding High School in zijn geboorteplaats en trouwde op 25 februari 1999 met de Canadese comédienne Lynn Shawcroft.
Hij begon met stand-upcomedy in Florida, maar verhuisde al snel naar Seattle om vanuit die stad het land rond te toeren. Midden jaren 1990 maakte Hedberg zijn televisiedebuut met een optreden in de MTV-show 'Comikaze'. Zijn optreden tijdens Late Night with David Letterman in 1996 betekende zijn doorbraak bij het grote publiek in Amerika. Kort daarop won hij de Seattle Comedy Competition. In Nederland en België kennen we hem vooral in de rol van Frank, de uitbater van The Hub in de televisieserie That 70's Show. In 1999 bracht Hedberg in eigen beheer de film 'Los Enchiladas!' uit, door hem geschreven, geregisseerd en geproduceerd en met Hedberg in de hoofdrol. Van Hedberg zijn drie cd's met live-materiaal uitgebracht: 'Strategic Grill Locations' (1999), 'Mitch All Together' (2003) en 'Do You Believe In Gosh?' (2008).
Hedberg stond bekend als drugsgebruiker en refereerde regelmatig aan zijn drugsgebruik ("I used to do drugs. I still do, but I used to, too"). In mei 2003 werd hij opgepakt in Austin, Texas, Verenigde Staten voor het bezit van heroïne. Op 30 maart 2005 werd het levenloze lichaam van Hedberg aangetroffen in een hotelkamer in Livingston, New Jersey, Verenigde Staten. Als kind had Hedberg hartklachten, waarvoor hij destijds intensief werd behandeld. In eerste instantie leek zijn oude hartkwaal hem fataal te zijn geworden. De lijkschouwing wees echter uit dat Hedberg een overdosis aan cocaïne en heroïne had ingenomen.

## Stijl
Hedbergs stand-up act onderscheidde zich door zijn opvallende idiolect, zijn abrupte timing en opvallende verschijning. Zijn stijl bestaat uit woordgrappen, onnavolgbare wendingen, omkeringen, anticlimactische clous en observaties van zaken uit het dagelijks leven. Hedbergs optredens waren een aaneenschakeling van oneliners en korte grappen, afgewisseld met langere, meer verhalende nummers, vaak met meerdere pointes. Nagenoeg al zijn materiaal heeft betrekking op alledaagse zaken en voorvallen.
Vanwege zijn plankenkoorts stond Hedberg vaak met een zonnebril op zijn hoofd op het podium. Hij vermeed oogcontact met het publiek door zijn hoofd gebogen te houden, zodat zijn haar voor zijn ogen viel. Regelmatig stond hij helemaal achter op het podium of voerde zijn show met zijn rug naar de zaal toe. Zijn interactie met het publiek was minimaal. Hij onderkende het gelijk van een lauwe reactie van het publiek, of brandde zijn grappen af als het publiek wel enthousiast reageerde.